# 新巴西 (帕拉州)
新巴西（葡萄牙語：Brasil Novo）是巴西的城鎮，位於該國北部，由帕拉州負責管轄，始建於1990年12月13日，面積6,368平方公里，海拔高度190米，2010年人口17,960，人口密度每平方公里2.82人。